# Jetstar Pacific Airlines
Jetstar Pacific Airlines Joint Stock Aviation Company, действующая как Jetstar Pacific, — бюджетная авиакомпания Вьетнама со штаб-квартирой в городе Хошимин, выполняющая регулярные и чартерные пассажирские перевозки по аэропортам страны и за её пределы. Главным транзитным узлом (хабом) авиакомпании является крупнейший международный аэропорт Вьетнама Таншоннят.
Ранее компания была известна под именем Pacific Airlines, а 23 мая 2008 года сменила своё официальное название на Jetstar Pacific, включившись в общую маршрутную сеть австралийского дискаунтера Jetstar Airways. 30% авиакомпании принадлежит флагманскому перевозчику Австралии Qantas, остальные 70 % — Vietnam Airlines.

## История
Авиакомпания Pacific Airlines была образована в начале 1991 года и начала операционную деятельность в апреле того же года. С момента формирования компания претерпевала несколько структурных реорганизаций, и в конечном итоге в июле 2007 года её собственность оказалась разделённой между государственной инвестиционной корпорацией Вьетнама (SCIC), компанией «Сайгонтурист», бывшим генеральным директором Лыонг Хоай Намом и авиационным холдингом Австралии Qantas Group. Австралийская группа владела 27% акций вьетнамского перевозчика, а к 2010 году её доля увеличилась до 30 процентов.
13 февраля 2007 года Pacific Airlines сменила бизнес-модель операционной деятельности, став первой бюджетной авиакомпанией страны, работающей на рынке внутренних и международных пассажирских перевозок.
23 мая 2008 года компания изменила официальное название на Jetstar Pacific Airlines и затем добавила в собственный логотип изображение оранжевой звезды во избежание постоянной путаницы с другими авиаперевозчиками, имеющими в своих логотипах слово «Jet».

## Маршрутная сеть

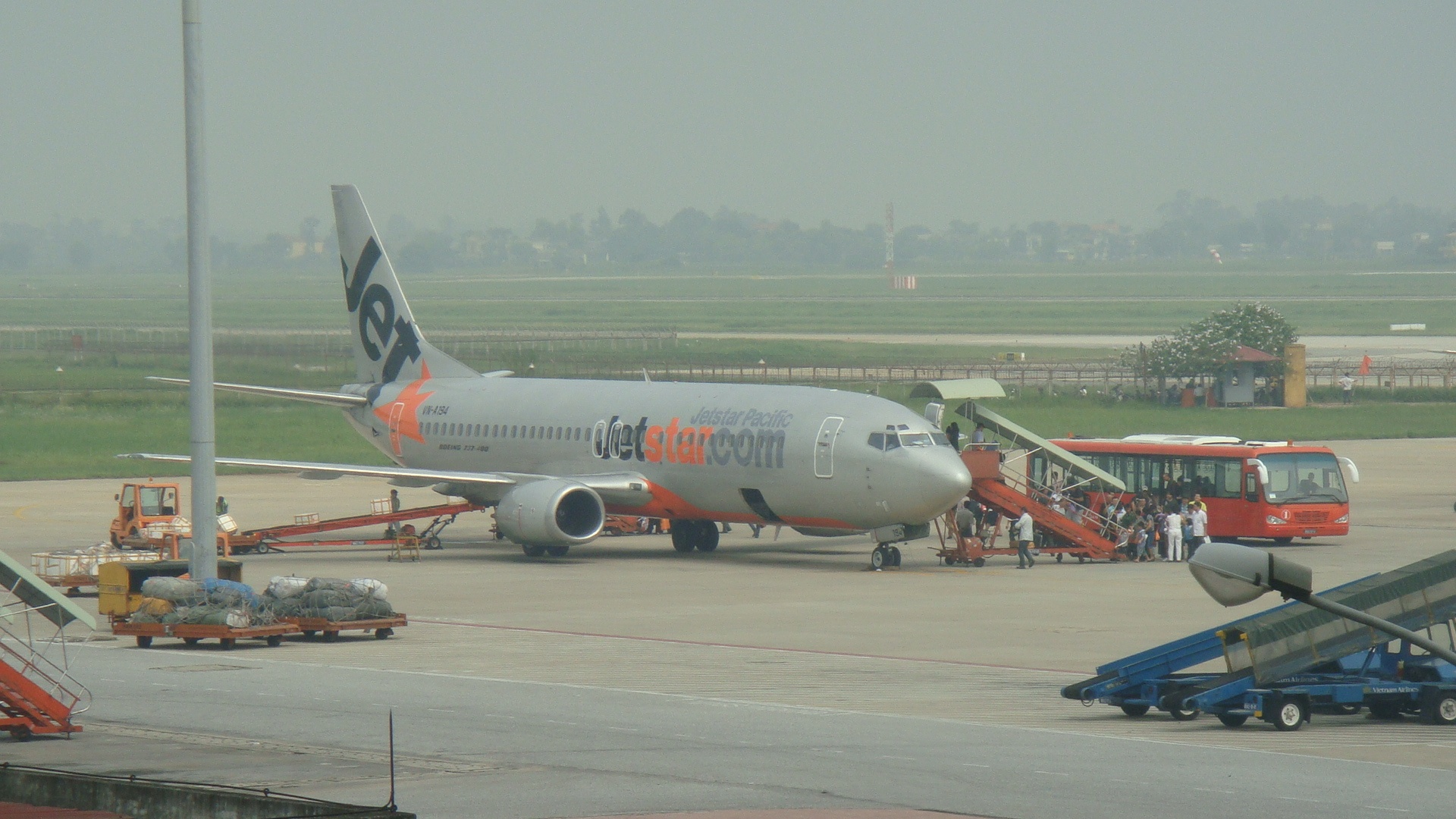
Посадка пассажиров на борт Boeing 737—400 авиакомпании Jetstar Pacific Airlines в Международном аэропорту Нойбай

Маршрутная сеть авиакомпании Jetstar Pacific Airlines на внутренних авиалиниях строится вокруг её главного транзитного узла в хошиминском аэропорту Таншоннят. Рейсы за пределы Вьетнама выполняются по чартерным схемам.
- Вьетнам
  - Дананг — Международный аэропорт Дананг
  - Ханой — Международный аэропорт Нойбай
  - Хайфон — Международный аэропорт Катби
  - Хошимин — Международный аэропорт Таншоннят хаб
  - Хюэ — Международный аэропорт Фубай
  - Нячанг — Международный аэропорт Камрань (сезонные рейсы)
  - Винь — Аэропорт Винь

### Прежние маршруты
- Китай, Тайвань — Гаосюн, Тайбэй
- Гонконг
- Вьетнам — Кантхо

## Флот
По состоянию на июль 2018 года воздушный флот авиакомпании Jetstar Pacific Airlines составляли следующие самолёты: